# Everybody's Crazy
Everybody's Crazy  é o quarto álbum de estúdio do músico, cantor e compositor estadunidense Michael Bolton, lançado em 1985.

## Faixas
1. "Save Our Love" (Michael Bolton, Mark Mangold) (4:05)
2. "Everybody's Crazy" (Bolton) (4:42)
3. "Can't Turn It Off" (Bolton, Mangold) (4:00)
4. "Call My Name" (Bolton, Mark Radice) (4:15)
5. "Everytime" (Bolton, Mangold) (3:45)
6. "Desperate Heart" (Bolton, Randy Goodrum) (4:00)
7. "Start Breaking My Heart" (Bolton, Radice) (4:35)
8. "You Don't Want Me Bad Enough" (Bolton) (3:49)
9. "Don't Tell Me It's Over" (Bolton, Jan Mullaney) (4:01)

## Desempenho nas paradas

### Singles
| Ano  | Single              | Parada          | Posição |
| ---- | ------------------- | --------------- | ------- |
| 1985 | "Everybody's Crazy" | Mainstream Rock | 38      |